# SN 2005hq
SN 2005hq – supernowa typu Ia odkryta 2 października 2005 roku w galaktyce A205019-0049. W momencie odkrycia miała maksymalną jasność 23,00m.